# Bundesverband der Deutschen Industrie
Het Bundesverband der Deutschen Industrie (BDI) is een Duitse werkgeversorganisatie.

## Historiek
De organisatie werd opgericht in 1949 als opvolger van het Reichsverband der Deutschen Industrie (RDI).

## Structuur

### Bestuur
Huidig voorzitter is Dieter Kempf, het dagelijks bestuur is in handen van Hauptgeschäftsführer Joachim Lang.
| Tijdspanne   | Voorzitter            |
| ------------ | --------------------- |
| 1949 – 1971  | Fritz Berg            |
| 1972 – 1976  | Hans-Günther Sohl     |
| 1977         | Hanns Martin Schleyer |
| 1978         | Nikolaus Fasolt       |
| 1978 – 1984  | Rolf Rodenstock       |
| 1985 – 1986  | Hans Joachim Langmann |
| 1987 – 1990  | Tyll Necker           |
| 1991 – 1992  | Heinrich Weiss        |
| 1992 – 1994  | Tyll Necker           |
| 1995 – 2000  | Hans-Olaf Henkel      |
| 2001 – 2004  | Michael Rogowski      |
| 2005 – 2008  | Jürgen Thumann        |
| 2009 – 2012  | Hans Peter Keitel     |
| 2013 – 2016  | Ulrich Grillo         |
| 2017 - heden | Dieter Kempf          |

### Organisatie
De organisatie telt 35 aangesloten federaties die samen meer dan 100.000 ondernemingen vertegenwoordigen, die op hun beurt 8 miljoen werknemers tewerkstellen.